# Winnie Markus
Winnie Markus (ur. 16 maja 1921 w Pradze, zm. 8 marca 2002 w Monachium) – niemiecka aktorka filmowa, teatralna i telewizyjna. 

## Wybrane role filmowe
- 1939: Mutterliebe – Rosl Pirlinger
- 1939: Pożar na oceanie  (Brand im Ozean) – Juana de Alvarado
- 1943: Tonelli – Nelly, „Królowa Powietrza”
- 1947: W tamtych dniach (In jenen Tagen) – Sybille
- 1948: Morituri – Maria Bronek
- 1949: Philine – Philine Dorn, stenotypistka
- 1956: Szatan zazdrości (Teufel in Seide) – Sabine
- 1992–1995: Doktor z alpejskiej wioski (Der Bergdoktor) – Rica Althäuser (serial TV)
- 2001: Rosamunde Pilcher: Kwiaty w deszczu (Rosamunde Pilcher: Blumen im Regen) – Helen Shiplay (TV)